# Гровенор, Хью, 2-й герцог Вестминстер
Хью Ричард Артур Гровенор, 2-й герцог Вестминстер (англ. Hugh Richard Arthur Grosvenor; 19 марта 1879 — 19 июля 1953) — британский аристократ, 2-й герцог Вестминстерский.

## Биография
Хью Родился 19 марта 1879 года в графстве Чешир и являлся единственным сыном Виктора Александра Гровенора, графа Гровенора (1853—1884), старшего сына Хью Лупуса Гровенора, 1-го герцога Вестминстерского (1825—1899), и леди Сибэлл Ламли (1855—1929), дочери 9-го графа Скарборо.
С детства Хью Гровенор был известен в семейных кругах как «Бендор», так звали также скаковую лошадь, принадлежавшую его деду, первому герцогу, который выиграл Эпсом Дерби в 1880 году, через год после его рождения внука. Имя лошади было отсылкой к родовому гербу. Жена герцога Лоэлия писала в своих мемуарах: «Друзья моего мужа называли его никак иначе, а только Бендор или Бенни».

## Имущество
Родовое поместье в Чешире, 54-х комнатный Итон-Холл состоял из 11,000 акра (0,045 км2) парковых насаждений, садов и конюшни. В доме висели картины Гойи, Рубенса, Рафаэля, Рембрандта, Хальса и Веласкеса. Заядлый охотник, герцог владел домиками в Шотландии и Франции (Шато Седалище). Согласно некрологу в Times (21 июля 1953), «Он был занят вплоть до дня своей смерти большими схемами лесонасаждений в Чешире, в озерном крае, и в Шотландии».
Для морских экскурсий у него было два парусных судна «Катти Сарк», и яхта, «Летящее облако». Для передвижений по суше владел 17-ю «Роллс-Ройсами» и частным поездом, построенном, чтобы облегчить путешествие из Итон-Холла в Лондон, где был расположен его особняк Гровенор-Хаус. Позднее особняк был позже сдан в аренду США для использования в качестве американского посольства.

## Ранняя жизнь и характер
Как и многие из его класса, герцог проводил жизнь в погоне за удовольствиями. Он был описан как «Викторианец, любивший ружья, его охоту, собак … человек, который любил прятать бриллианты под подушкой своих любовниц …» однако, он не избежал военной службы, пошел добровольцем в качестве фронтового офицера в Англо-бурскую войну и Первую мировую войнуу. Девятнадцатилетним, он недолго посещал французскую школу-интернат в ведении графа де Мони, который, по слухам, совершал сексуальные домогательства в отношении некоторых своих учеников. позже в течение жизни герцог был злобным гомофобом.

## Военная служба

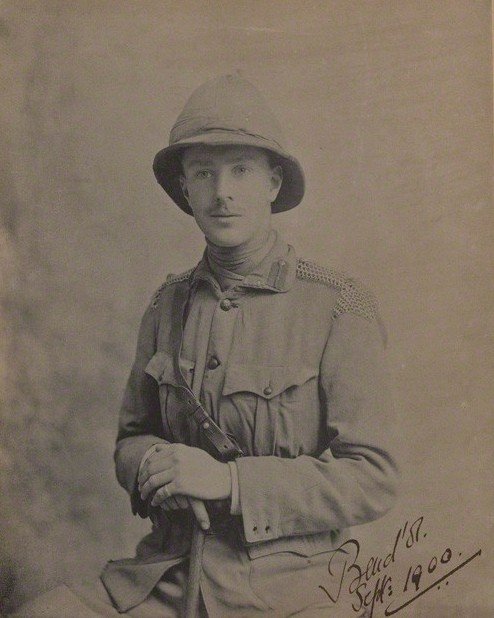
Герцог около 1900

Лорд Гровенор проводил комиссию Королевской Конной гвардии в был в Южной Африке, во время второй англо-Бурской войны, когда в декабре 1899 году он стал преемником своего деда. После краткого визита домой он вернулся как адъютант Лорда Робертса и Лорда Мильнера в составе имперских Йоменри в феврале 1900 г. Он ушел в отставку в декабре 1901 года, и был назначен капитаном имперских Йоменри Чешира (графства Чешир). Впоследствии он делал инвестиции в землю в Южной Африке и Родезии.
В 1908 году герцог участвовал в лондонской Олимпиаде в качестве гонщика мотобота . 1 апреля 1908 года он был назначен почетным генерал-полковником 16-го батальона, в Лондонского полка, и занимал эту должность до 1915 года.
В Первую мировую войну герцог служил на передовой, проявлял инициативу в бою и технические навыки в работе с машинами. После присоединения к чеширским йоменам он разработал прототип Бронированного автомобиля Роллс-Ройс . Во время кампании в 1916 году в Египте, в составе западных пограничных войск при генерале Уильяме Пейтоне, герцог (тогда ещё майор) командовал бронированными автомобилями полка и принимал участие в уничтожении Сенусси 26 февраля 1916 года. 14 марта 1916 года он возглавил вылазку бронированных машин против превосходящих сил, уничтожил вражеский лагерь в Бир Асисо. 26 мая 1917 года он был назначен почетным полковником.

## Шанель

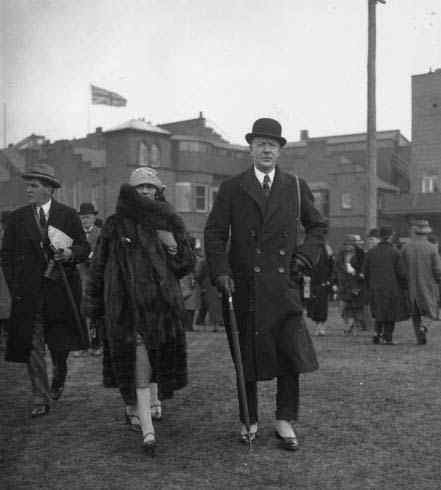
Вестминстер и Шанель

В 1925 году Гровенор был представлен Габриэль («Коко») Шанель после вечеринки в Монте-Карло . Он был так экстравагантен с ней, как и со всеми своими любовницами. Он купил дом для Шанель в лондонском престижном районе Мейфэр, и в 1927 году подарил ей участок земли во французской Ривьере в Рокебрюн-Кап-Мартен, где Шанель построила виллу  Ла пауза. Его романтическая связь с Шанель продолжалась десять лет.

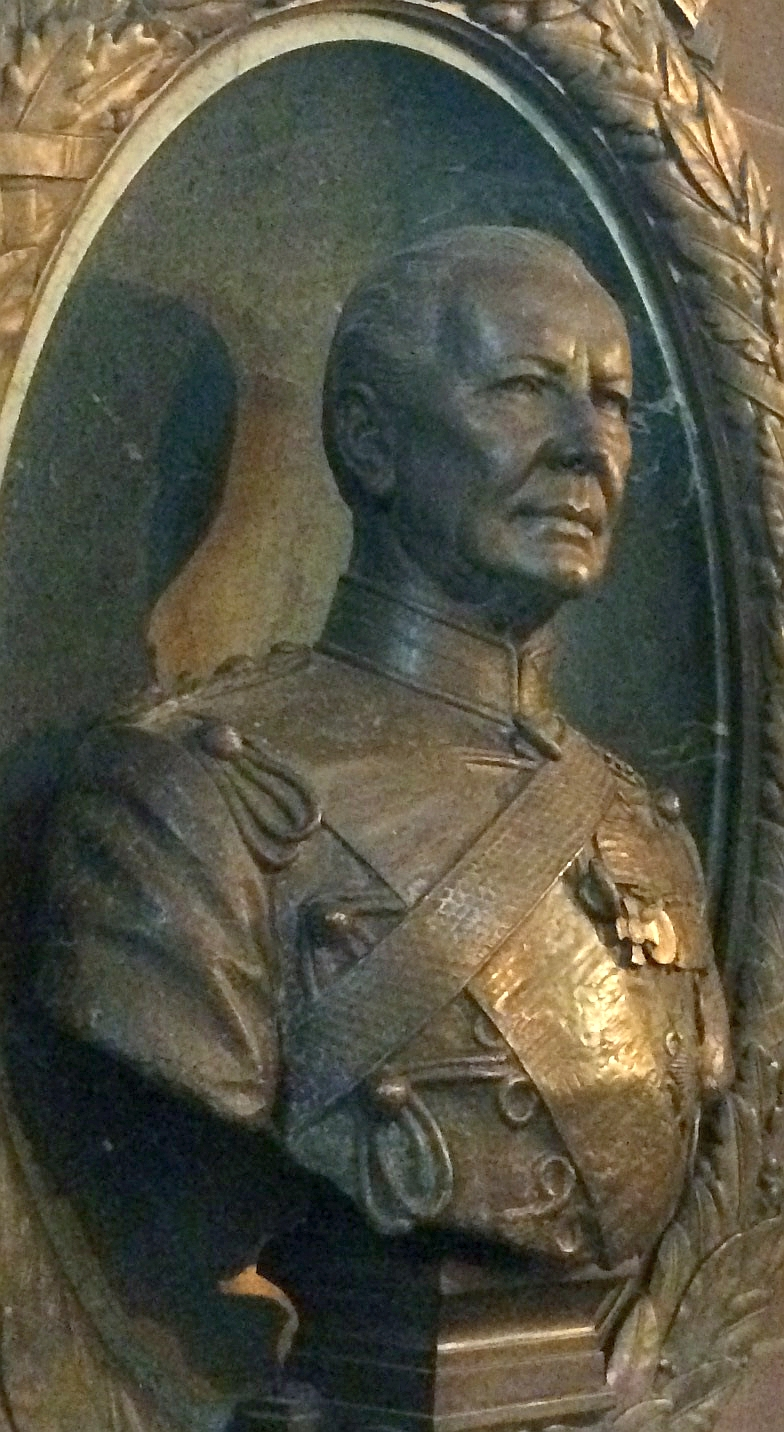
Бюст герцога в церкви Святой Марии, Экклстон

## Браки

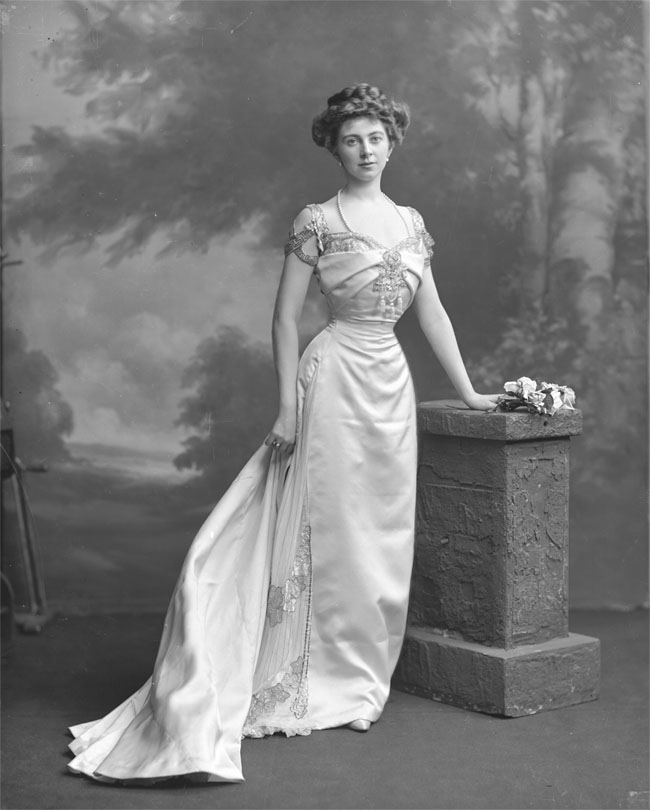
Первая жена герцога в 1902 году

16 февраля 1901 года герцог женился на Констанс Эдвине Корнуоллис-Уэст (1876—1970). В этом браке родились трое детей:
- Леди Урсула Мария Оливия Гровенор (21 февраля 1902—1978), в 1924 году вышла замуж Уильяма Патрика Филмер-Сэнки и развелась с ним в 1940 году. Второй раз вышла замуж за майора Стивена Вернона в 1940 году. Первому мужу она родила двух сыновей: Патрика (он женился на актрисе Жозефин Гриффин) и Кристофера Филмер-Сэнки. Потомки леди Урсулы от её первого мужа — единственные потомки 2-го герцога. Они проживают в Великобритании, Австралии и Швеции.
- Эдвард Джордж Хью Гровенор, граф Гровенор (1904—1909), умер в возрасте 4 лет в результате операции по удалению аппендицита.
- Леди Мэри Констанс Гровенор (27 Июня 1910—2000).

26 ноября 1920 года герцог женился на Вайолет Мэри Нельсон (1891—1983) (развёлся в 1926 году). В 1930 году женился на Лоэлии Марии Понсонби (1902—1993), с которой развёлся в 1947 году (супруги не могли иметь детей). Наконец, в 1947 году он вступил в четвёртый брак — с Энн (Нэнси) Уинифред Салливан (1915—2003), пережившей его на пятьдесят лет.
После Коко Шанель герцог был очарован бразильянкой Эме де Хеерен, которая не планировала выходить за него замуж и которой он дарил множество ювелирных изделий, когда-то бывших частью драгоценностей французской короны.

## Смерть и преемственность
Герцог умер в 1953 году от коронарного тромбоза в своем шотландском имении в Сатерленде в возрасте 74 лет и был похоронен на территории Церкви Экклстон возле Итон-Холл, Чешир.
Он оставил двух дочерей. Его титулы и имение перешли к его двоюродному брату, Уильяму Гровенору, а от него к двоим сыновьям лорда Хью Гровенора (погиб в бою в 1914 году). Титул в наше время принадлежит Хью Гровенору, 7-му герцогу Вестминстерскому.
- 1879—1884: виконт Белгрейв
- 1884—1899: граф Гровенор
- 1899—1907: его светлость герцог Вестминстер[a]
- 1907—1916: его светлость герцог Вестминстерский GCVO
- 1916—1953: его светлость герцог Вестминстерский GCVO ДСО

1. ↑  Although The Duke of Westminster is the 11th Grosvenor Baronet of Eaton, by custom the post-nominal of Bt is omitted, since Peers of the Realm do not list subsidiary hereditary titles.

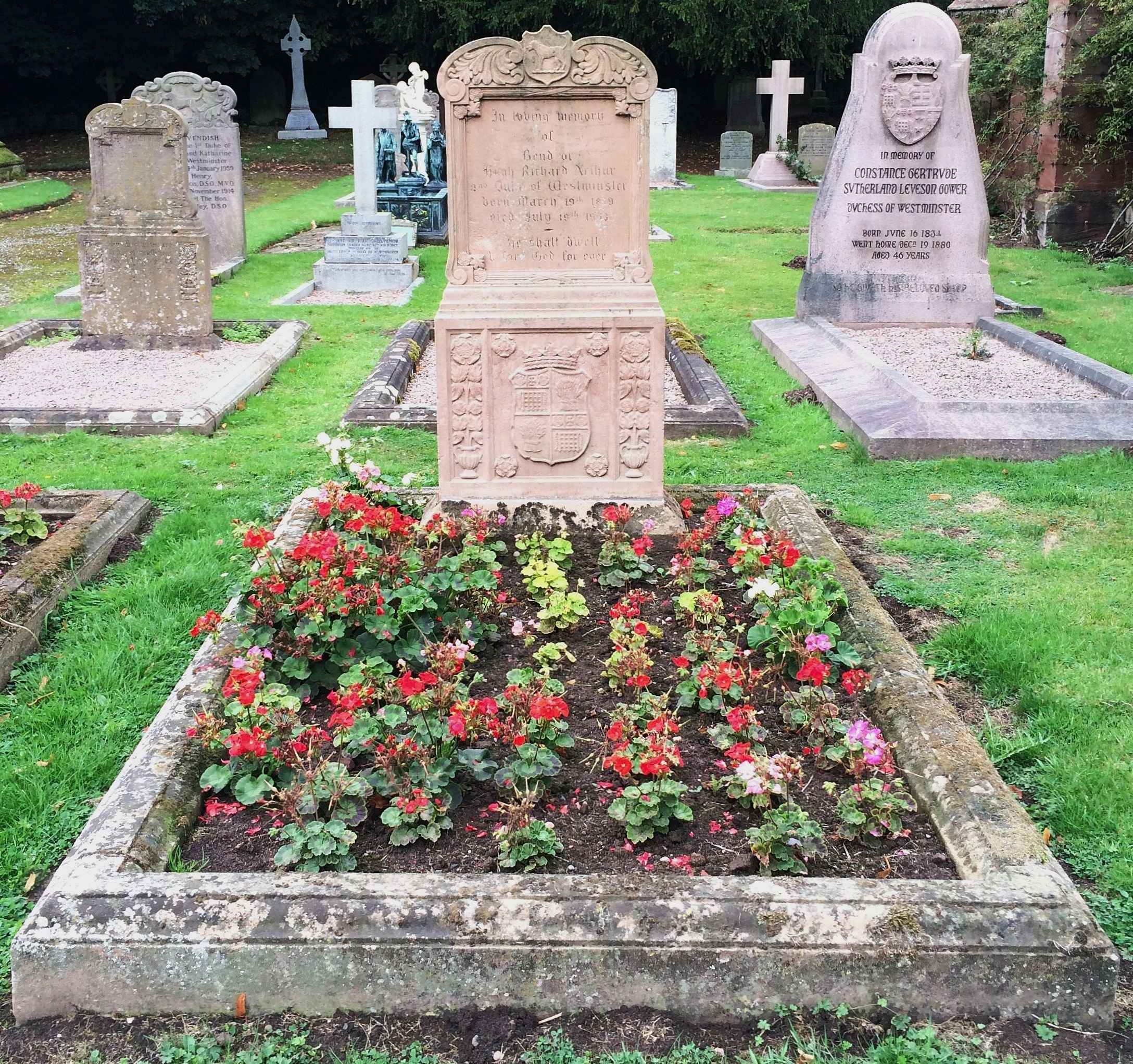
Могила Хью Гровенора, 2-го герцога Вестминстерского
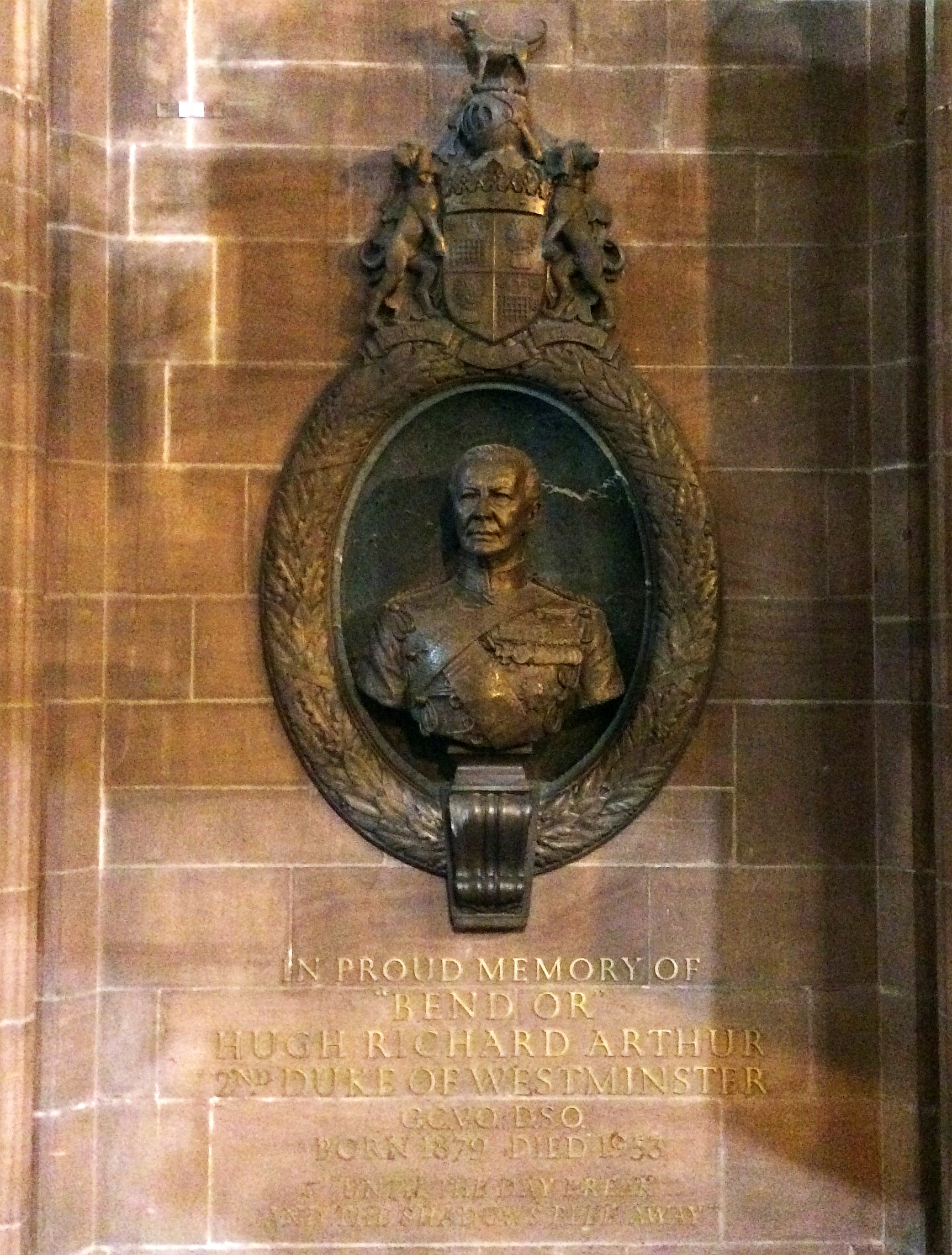
Мемориал 2-го герцога Вестминстерского в Эклстоне
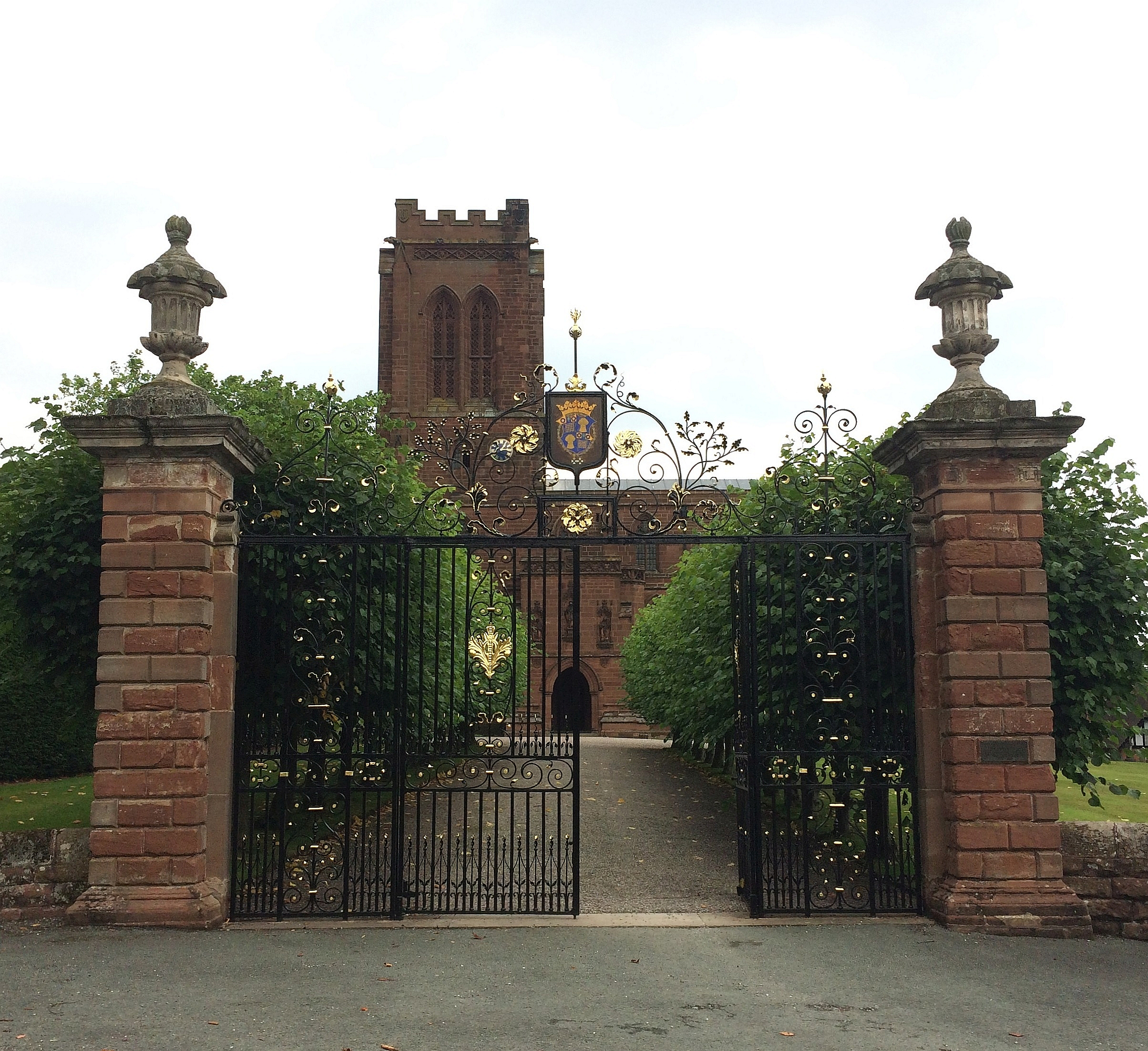
Ворота Церкви Святой Марии, Экклстон,  памятник 2-му герцогу Вестминстерскому
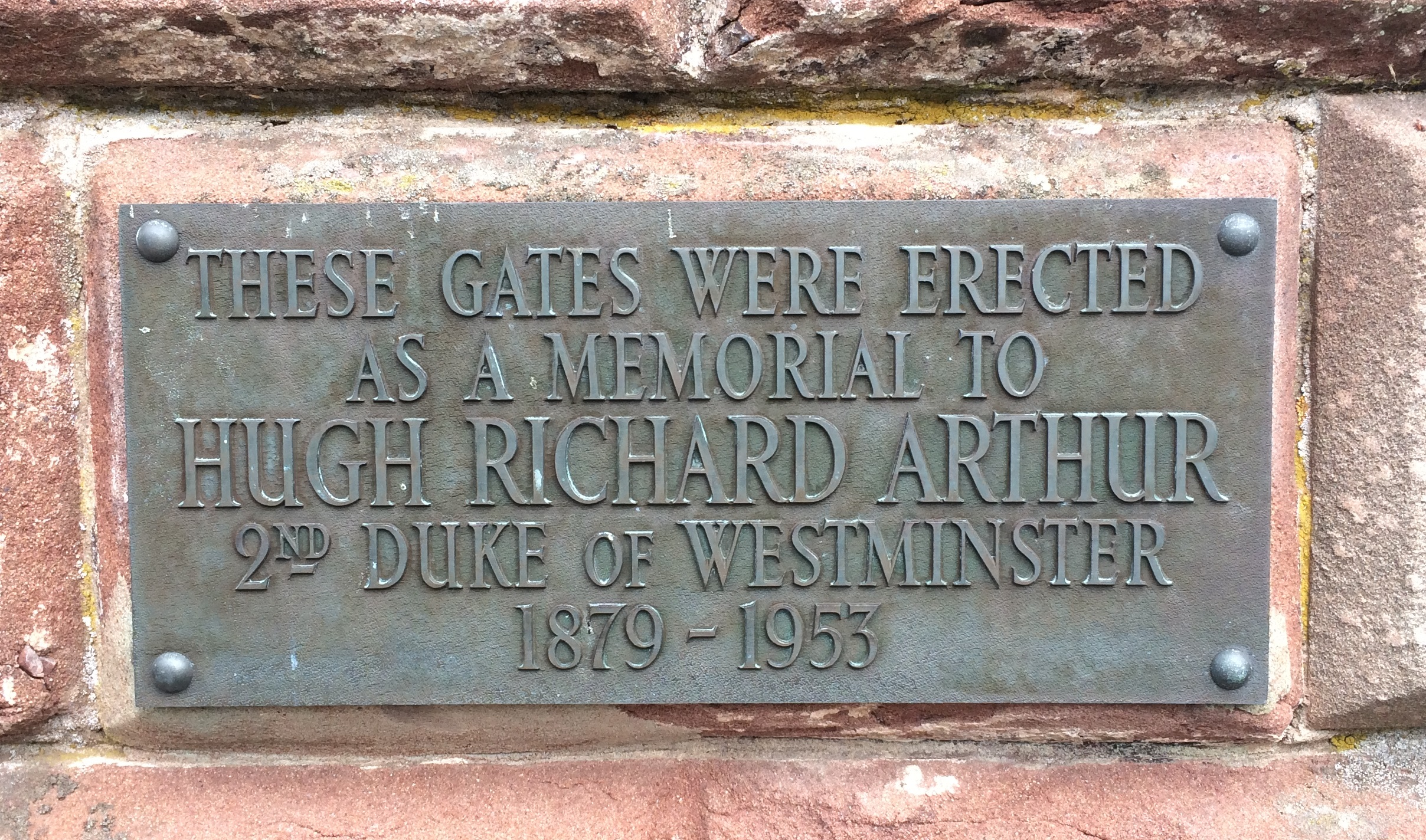
Табличка на воротах Церкви Святой Марии, Экклстон